# Lipton International Players Championships 1988
Lipton International Players Championships 1988 — тенісний турнір, що проходив на відкритих кортах з твердим покриттям. Це був 4-й турнір Мастерс Маямі. Належав до Nabisco Grand Prix 1988 і 6=ї категорії Туру WTA 1988. І чоловічий і жіночий турніри відбулись у Tennis Center at Crandon Park у Кі-Біскейні (США) з 14 до 28 березня 1988 року.

## Фінальна частина

### Одиночний розряд, чоловіки
Матс Віландер —  Джиммі Коннорс 6–4, 4–6, 6–4, 6–4
- Для Віландера це був 2-й титул за сезон і 34-й - за кар'єру.

### Одиночний розряд, жінки
Штеффі Граф —  Кріс Еверт 6–4, 6–4
- Для Граф це був 3-й титул за сезон і 22-й - за кар'єру.

### Парний розряд, чоловіки
Джон Фіцджеральд /  Андерс Яррід —  Кен Флек /  Роберт Сегусо 7–6, 6–1, 7–5
- Для Фітцджералда 2-й титул за сезон і 19-й - за кар'єру. Для Яррида це був єдиний титул за сезон і 42-й - за кар'єру.

### Парний розряд, жінки
Штеффі Граф /  Габріела Сабатіні —  Джиджі Фернандес /  Зіна Гаррісон 7–6(8–6), 6–3
- Для Граф це був 3-й титул за сезон і 29-й — за кар'єру. Для Сабатіні це був 2-й титул за сезон і 14-й — за кар'єру.